# Begraafplaats Swartbroek

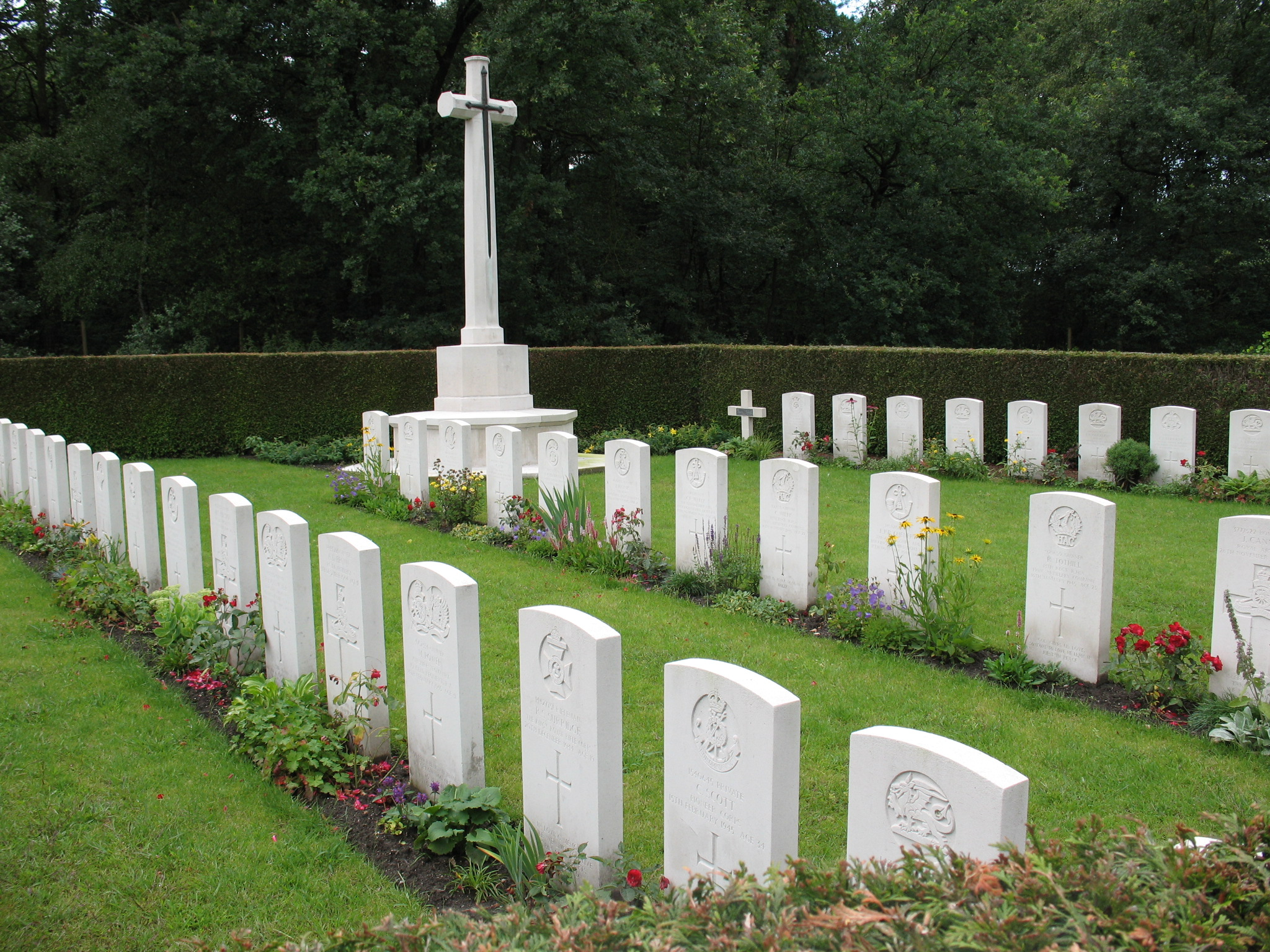
Oorlogsgraven van het Gemebest; het graf met kruis is van een Fransman.

De Begraafplaats Swartbroek is een kerkhof achter de kerk aan de Ittervoorterweg in de Nederlandse plaats Swartbroek in Limburg.

## Oorlogsgraven
Op de begraafplaats, aan de noordwestzijde, liggen 51 doden uit de Tweede Wereldoorlog begraven, afkomstig uit landen van het Gemenebest.
Het zijn 50 Britse soldaten en 1 Britse vliegenier.
Verder ligt er een Franse vliegenier (sous-lieutenant C.P. Rognane, bij Asten neergeschoten in een Halifax van de Vrije Franse Luchtmacht); dit graf is herkenbaar aan het kruis dat er op staat.
Op de begraafplaats staat een herdenkingskruis (Cross of Sacrifice) naar ontwerp van Sir Reginald Blomfield.
Het is uitgevoerd in natuursteen, en er is een bronzen zwaard op aangebracht.